# Jocquella leopoldi
Espèce
Jocquella leopoldi est une espèce d'araignées aranéomorphes de la famille des Telemidae.

## Distribution
Cette espèce est endémique de Papouasie-Nouvelle-Guinée,.

## Publication originale
- Baert, 1980 : Spiders (Araneae) from Papua New Guinea. 1. Jocquella leopoldi gen. n., sp. n. (Telemidae). Bulletin of the British Arachnological Society, vol. 5, no 1, p. 16-19.